# Bajice
Bajice (en serbe cyrillique : Бајице) est un village du sud du Monténégro, dans la municipalité de Cetinje.

## Démographie

### Évolution historique de la population
| 1948 | 1953 | 1961 | 1971 | 1981 | 1991 | 2003 |
| ---- | ---- | ---- | ---- | ---- | ---- | ---- |
| 519  | 518  | 587  | 551  | 626  | 805  | 866  |